# Big Trouble (filme de 1986)
Big Trouble (br: Problemas em Dobro) é um filme de comédia estadunidense de 1986. Foi o último filme do diretor John Cassavetes. É estrelado por Peter Falk e Alan Arkin.

## Elenco
- Peter Falk ...Steve Rickey
- Alan Arkin ...Leonard Hoffman
- Beverly D'Angelo ...Blanche Rickey
- Charles Durning ...O'Mara
- Robert Stack ...Winslow
- Paul Dooley ...Noozel
- Valerie Curtin ...Arlene Hoffman
- Richard Libertini ...Dr. Lopez
- Steve Alterman ...Peter Hoffman
- Jerry Pavlon ...Michael Hoffman
- Paul La Greca ...Joshua Hoffman
- John Finnegan ...Det. Murphy
- Karl Lukas ... capitão da policia
- Maryedith Burrell ...Gail
- Edith Fields ...Doris
- Rosemarie Stack ...Mrs. Winslow
- Barbara Tarbuck ...Helen
- Warren Munson ...Jack
- Al White ...Mr. Williams
- Teddy Wilson ...Porter
- Gloria Gifford ...Wanda
- Herb Armstrong ...guarda de segurança noturno
- Jaime Sánchez ... líder terrorista